# Nûno Baadh
Nûno Nette Baadh, verheiratete Nûno Nette Baadh Hansen (* 1969), ist eine ehemalige grönländische Handballspielerin und Schönheitskönigin.

## Leben und Karriere
Nûno Baadh arbeitete im April 1988 als Garderobiere im Disco Place des Hotel Hans Egede, das an der Hauptstraße Aqqusinersuaq in der Hauptstadt Nuuk liegt. Um das Teilnehmerfeld der dort stattfindenden Wahl zur Miss Greenland 1988 zu erweitern, erklärte sich auch die 19-jährige Baadh zur Beteiligung am Wettbewerb bereit und setzte sich schließlich mit großem Vorsprung gegen ihre zehn Konkurrentinnen durch. Dadurch qualifizierte sich die Grönländerin für die Wahl zur Miss Universe, die am 24. Mai 1988 in Taipeh (Taiwan) durchgeführt wurde; die Miss Greenland platzierte sich dabei nicht unter den zehn besten Teilnehmerinnen.
Baadh begann bereits in jungen Jahren mit dem Handballsport und stand bei der Panamerikameisterschaft 1999 im Kader der grönländischen Nationalmannschaft. Im Zuge dieses Wettbewerbs debütierte sie am 30. März 1999 bei der 8:15-Niederlage gegen Uruguay für die Nationalmannschaft – im zweiten Länderspiel der Grönländerinnen überhaupt – und bestritt insgesamt vier Länderspiele, in denen sie vier Treffer erzielte. Mit dem Ende des Turniers war ihre internationale Karriere beendet, bei der nachfolgenden Panamerikameisterschaft und der Weltmeisterschaft 2001 gehörte Baadh nicht mehr zum Kader. Auf Vereinsebene spielte die Grönländerin für GSS Nuuk, NÛK und für den dänischen Verein Brabrand IF.